# The Sound of C
The Sound of C is een Engelstalige single van de Belgische newbeat-formatie de Confetti's uit 1988.
Op de B-kant van de single stonden een remix en een a-capella-versie van het liedje.
Het nummer verscheen in maxiversie op het album 92...Our First Album uit 1989.
De videoclip van het nummer werd grotendeels opgenomen op de De Keyserlei in Antwerpen.